# Активоване вугілля (ліки)
Активоване вугілля, також відоме як активований вуглець, – це препарат, що використовується для лікування отруєнь, що сталися через рот. Щоб бути ефективним, його необхідно використати протягом короткого часу після отруєння, зазвичай протягом години. Він не діє при отруєннях ціанідами, корозійними речовинами, залізом, літієм, спиртами або малатіоном. Його можна приймати перорально або вводити через назогастральний зонд. Інші способи використання включають використання всередині гемоперфузійних апаратів.
До поширених побічних ефектів належать блювота, чорний стілець, діарея та запор. Більш серйозний побічний ефект, пневмоніт, може виникнути у разі потрапляння в легені. Шлунково-кишкова непрохідність та кишкова непрохідність є менш поширеними, але серйозними побічними ефектами. Використання під час вагітності та годування груддю безпечне. Активоване вугілля діє шляхом адсорбції токсину.
Хоча вугілля використовувалося з давніх часів для лікування отруєнь, активоване вугілля використовується з 1900-х років. Він знаходиться у Переліку основних лікарських засобів Всесвітньої організації охорони здоров'я. Оптова вартість вакцини у країнах, що розвиваються, становить від 0,46 до 0,86 доларів США за дозу. У Сполучених Штатах курс лікування коштує менше 25 доларів США. У Великій Британії разова доза коштує близько 12 фунтів стерлінгів.